# جويسئة مستديرة الأزهار
جويسئة مستديرة الأزهار ( الاسم العلمي:Galium rotundifolium). هو نوع نباتي ينتمي إلى الفصيلة الفوية . ينتشر على نطاق واسع في معظم أنحاء أوروبا ، ويمتد نطاقه إلى المغرب والقوقاز وجنوب غرب آسيا من تركيا إلى أفغانستان.